# Ред и закон: Одељење за специјалнe жртве (27. сезона)
Двадесетседма сезона серије Ред и закон: Одељење за специјалне жртве ЦБС је потврђена 8. маја 2025. заједно са двадесетпетом сезоном серије Ред и закон и биће у продукцији "Wolf Entertainment"-а. Премијерно ће почети са емитовањем 25. септембра 2025. Састојаће се од 24 епизоде. Након одласка Дејвида Грацијана, Мишел Фејзкас ће бити нова директорка серије, што је чини првом женом на том месту у серији.
Дана 15. маја 2025. године објављено је да ће се Кели Гидиш вратити у серију као чланица главне поставе како би заменила Октавија Писана и Џулијану Ејден Мартинез који су напустили серију у претходној сезони. Писано ће се вратити у премијери сезоне.
Дана 18. јула 2025. године објављено је да ће Ејми Дона Кели, пошто се појављивала у четири од последњих пет сезона, бити унапређена у главну поставу ове сезоне. Дана 2. августа 2025. године, бивши чланови главне поставе Б. Д. Вонг и Ден Флорек најављени су за гостовања као агент ФБИ-ја Џорџ Хуанг и бивши капетан Доналд Крејген, респективно.

## Улоге

### Главне
- Мариска Харгитеј као Оливија Бенсон
- Кели Гидиш као Аманда Ролинс
- Ајс Ти као Фин Тутуола
- Питер Сканавино као Доминик Кариси мл.
- Кевин Кејн као Тери Бруно
- Ејми Дона Кели као Рене Кури

### Епизодне
- Кристофер Мелони као Елиот Стаблер
- Ден Флорек као Доналд Крејген
- Б. Д. Вонг као Џорџ Хуанг
- Октавио Писано као Џо Веласко

## Епизоде
| Бр. у серији | Бр. у сезони | Наслов     | Редитељ | Сценариста | Премијерно емитовање | Прод. код | Гледаоци у САД (милиони) |
| ------------ | ------------ | ---------- | ------- | ---------- | -------------------- | --------- | ------------------------ |
| 574          | 1            | "На ветру" | TBA     | TBA        | 25. септембар 2025.  | 2701      | TBD                      |

## Извори
1. ↑  Verma, Ishita (9. 5. 2025). „'Law & Order' Season 25 & 'SVU' Season 27 Renewed by NBC”. Yahoo. Приступљено 28. 6. 2025.
2. ↑  Maxwell, Erin (1. 8. 2025). „BD Wong & Dean Winters Reportedly Returning to ‘Law & Order: SVU’ as Guest Stars”. TV Insider. Приступљено 3. 8. 2025.
3. ↑  White, Jessica (19. 5. 2025). „Kelli Giddish Will Return as Rollins on SVU as a Season Season 27 Regular”. NBC. Приступљено 28. 6. 2025.
4. ↑  Roots, Kimberly (24. 7. 2025). „Surprise! Law & Order: SVU's Octavio Pisano to Return in Season 27 Premiere”. TVLine. United States: Penske Media Corporation. Архивирано из оригинала 24. 7. 2025. г. Приступљено 3. 8. 2025.
5. ↑  Nametz, Dave (2. 8. 2025). „Law & Order: SVU: Chris Meloni Confirms He’ll Guest-Star as Stabler in Season 27”. TVLine. United States: Penske Media Corporation. Приступљено 3. 8. 2025.